# سيسيليا مينديز
سيسيليا إينيس مينديز (بالإسبانية: Cecilia Méndez)‏ (من مواليد 21 أبريل 1986 في بوينس آيرس، الأرجنتين) عارضة أزياء أرجنتينية شاركت في الحملات الإعلانية لماريت وفرانسوا جيربوود وتشارلز ديفيد وبوتيجا فينيتا.

## روابط خارجية
- سيسيليا مينديز على موقع دليل عارضات الأزياء (الإنجليزية)

- قالب:NYmag model
- قالب:Style.com model
- Cecilia Mendez profile at Models.com
- Cecilia Mendez on ماي سبيس